# Pierre Claver Zeng
Pour les articles homonymes, voir Claver.
 (juillet 2012).
Si vous disposez d'ouvrages ou d'articles de référence ou si vous connaissez des sites web de qualité traitant du thème abordé ici, merci de compléter l'article en donnant les références utiles à sa vérifiabilité et en les liant à la section « Notes et références ».
Pierre Claver Zeng (1953-2010) est un artiste gabonais de tradition fang. Il est le dernier poète Fang[réf. nécessaire]. Homme d’État, il a été président du Conseil national pour la démocratie et fut le cofondateur du défunt parti d’opposition l’Union Nationale, dissout en 2011.

## Biographie
Pierre Claver Zeng Ebome est né le 19 septembre 1953 à Nkol’Abona dans le canton d'Ellelem dans le département du Woleu, de la province du Woleu-Ntem au nord du Gabon. Fils de Ebome Mbwa Mekina Moïse mort en 1976, Pierre Claver est issu d’une famille nombreuse. Le père de Pierre Claver est à l’origine de l’intérêt de Pierre Claver pour la musique et langue fang. Pierre Claver commence sa scolarité à Nkol’Abona puis au collège d’Oyem, où il obtient son BEPC. Il poursuit ses études secondaires à Libreville et étudie au Lycée Technique d’Owendo (CAPO) jusqu'en 1975. Il entre ensuite à l’Université de Libreville  pour y étudier le droit. Il étudie ensuite à l’École du Trésor de Paris à Marne-la-vallée et devient inspecteur du Trésor public au Gabon. Pierre Claver épouse Marie-Constance Zeng au début des années 1980.
Pierre Claver Zeng décède le 19 mai 2010 à Paris. Un cortège funèbre a fait le tour de la capitale avant que son corps soit exposé au gymnase Omar Bongo une nuit.

## Œuvre
Pierre Claver Zeng s'est inspiré de la tradition fang. Pierre Claver commence réellement sa carrière au Lycée Technique Omar Bongo d’Owendo où il chante notamment Zok, forme de caricature de la dictature incarnée par Omar Bongo à l’époque.
Pierre Claver Zeng a produit un 45 tours intitulé Zok et plusieurs 33 tours chez Bia production avec souvent les voix de Capistran Ndong, et Chantal’Ô.
Il produit :
- En 1975: 8 titres : Ma mién ; Mvon Ebulu ; Massa ; Essigan ; Edzima ; Meke ; l’exil ; Endele
- En 1977: 6 titres : Opwa ; Aba ; Afrika ; Moan Essoga ; Nguié ; Megnu ;
- En 1978: 8 titres : Essap ; Messo’o ; Emoan’nane : Otiti wam ; melo ma wok ya ; Nkoum’ékiègn ; Assoum ; le Damné.
- En 1980:  une oeuvre intitulée épopée du nord

## Œuvre politique
Pierre Claver Zeng s'engage dans la vie politique après la Conférence Nationale du Gabon en 1990 qui impose à tous les « intellectuels » gabonais de s’engager dans la vie politique. Il s’engage dans le Parti social Gabonais et participe dès lors à toutes les campagnes politiques. Il rentre dans le premier gouvernement de Casimir Oyé Mba mais est exclu de son parti. Il fonde alors le Mouvement Africain pour le Développement. Il est élu plusieurs fois député du canton d'Ellelem dans le Woleu-Ntem. Il est notamment passé par La Fonction publique. Il soutient par la suite Omar Bongo aux présidentielles de 1998 et de 2005. Il est nommé à la tête du Conseil National pour la Démocratie né des Accords de Paris. En 2009, au lendemain du décès d’Omar Bongo, il soutient Casimir Oyé Mba à la présidentielle d’août 2009. Il milite ensuite dès septembre de la même année pour la formation d’un grand parti capable de rivaliser et même de battre le parti au pouvoir depuis 1968 : le PDG. Il est en février 2010 l’un des fondateurs de l’Union nationale qui est le fait de la fusion entre son parti le MAD, l’UGDD de Myboto et le RGP de Gérard Ella Nguema. Il est nommé vice-président de ce parti aux côtés d'Oyé Mba, Jean Eyeghe Ndong, Bruno Ben Moubamba et Jean Ntoutoume Ngoua.

## Héritage
De nombreux artistes se sont inspirés de lui tels que André Pépé Nzé et Alexis Abessolo. En sa mémoire, l'association Odzanboga a été créée qui fédère les fang et diffuse la culture fang.